# 在ソロモン諸島外国公館の一覧

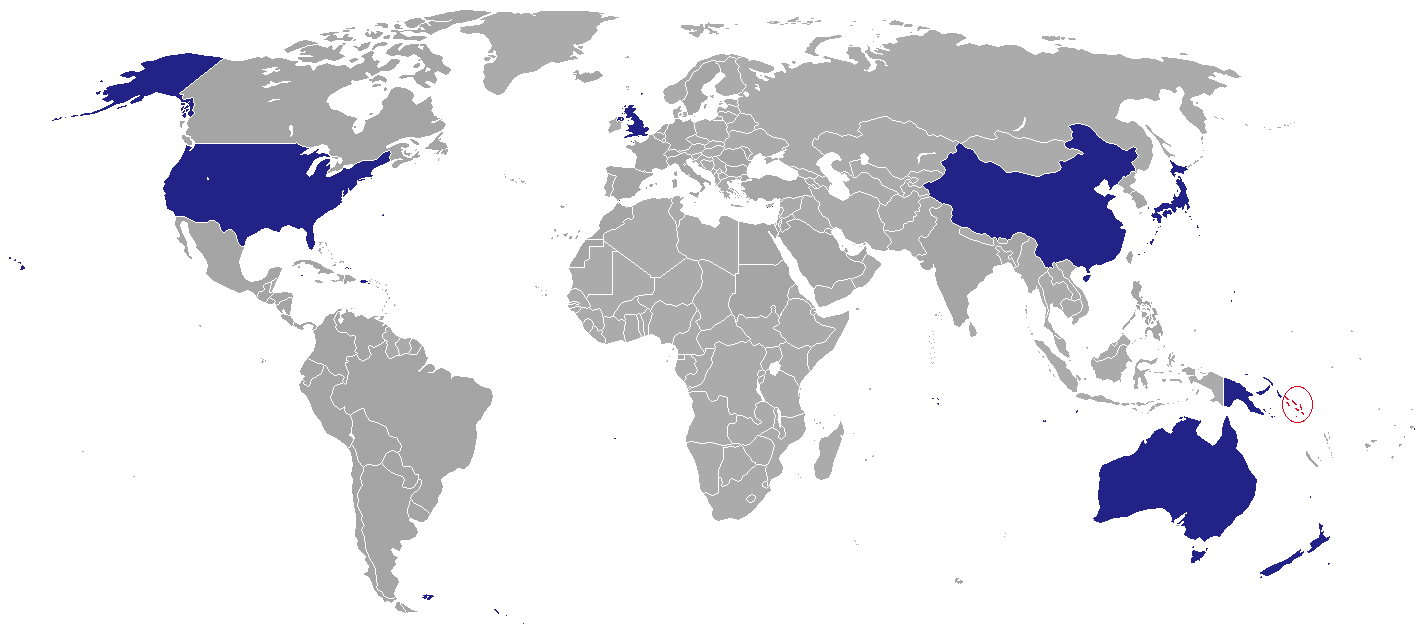
ソロモン諸島に外交使節団を派遣している国

本項は、在ソロモン諸島外国公館の一覧である。首都ホニアラには、3ヶ国の大使館および4ヶ国の高等弁務官事務所が置かれている。

## 大使館・高等弁務官事務所

### 大使館
- アメリカ合衆国
- 中華人民共和国
- 日本（大使館）

### 高等弁務官事務所
- イギリス
- オーストラリア
- ニュージーランド
- パプアニューギニア

## 名誉領事館
- イスラエル
- スウェーデン
- 大韓民国
- ドイツ
- トルコ
- フランス
- マレーシア

## その他
- 欧州連合

## 大使が他国に駐在している国
括弧内は所在都市。
- アイルランド（キャンベラ）
- アメリカ合衆国（ポートモレスビー）
- イタリア（キャンベラ）
- インド（ポートモレスビー）[1]
- インドネシア（ポートモレスビー）
- ウクライナ（キャンベラ）[2]
- オーストラリア（キャンベラ）
- オーストリア（キャンベラ）
- オランダ（キャンベラ）
- カナダ（キャンベラ）
- キプロス（キャンベラ）[3]
- キューバ（キャンベラ）[4]
- ギリシャ（キャンベラ）[5]
- グアテマラ（ニューヨーク）
- クロアチア（ジャカルタ）
- コロンビア（キャンベラ）
- ザンビア（東京）
- シンガポール（ポートモレスビー）
- スイス（キャンベラ）
- スウェーデン（ストックホルム）
- スペイン（キャンベラ）
- タイ（キャンベラ）[6]
- 大韓民国（ポートモレスビー）
- デンマーク（シンガポール）
- ドイツ（キャンベラ）
- トルコ（キャンベラ）[7]
- パキスタン（ウェリントン）
- バチカン（ポートモレスビー）[8]
- フィジー（ポートモレスビー）
- フィンランド（キャンベラ）
- ブラジル（キャンベラ）
- フランス（ポートモレスビー）
- ベトナム（キャンベラ）
- ベルギー（キャンベラ）
- ボツワナ（キャンベラ）
- ポルトガル（キャンベラ）
- マルタ（バレッタ）[9]
- マレーシア（ポートモレスビー）[10]
- 南アフリカ共和国（キャンベラ）
- メキシコ（キャンベラ）
- ルーマニア（キャンベラ）[11]
- レソト（東京）

## 脚註
1. ↑  http://hcipom.gov.in/
2. ↑  http://mfa.gov.ua/en/about-mfa/abroad/embassies/8
3. ↑  http://www.mfa.gov.cy/mfa/mfa2006.nsf/All/C72D5CBDD0142D30C22571C700358B5F?OpenDocument
4. ↑  http://www.minrex.gob.cu/es/node/5110
5. ↑  http://www.mfa.gr/en/greece-bilateral-relations/solomon-islands/contact-details-for-greek-missions.html
6. ↑  http://canberra.thaiembassy.org/Home/meettheambassador
7. ↑  http://canberra.emb.mfa.gov.tr/Mission.aspx
8. ↑  http://www.gcatholic.org/dioceses/nunciature/nunc085.htm
9. ↑  http://foreignaffairs.gov.mt/en/Pages/Maltese%20Diplomatic%20Representations%20Overseas/Solomon-Islands.aspx
10. ↑  http://www.kln.gov.my/web/png_port-moresby/mission_statement
11. ↑  http://www.mae.ro/en/romanian-missions#2230